# Distretto di Kakata
Il distretto di Kakata è un distretto della Liberia facente parte della contea di Margibi.